# Ревельїнос
Ревельїнос (ісп. Revellinos) — муніципалітет в Іспанії, у складі автономної спільноти Кастилія-і-Леон, у провінції Самора. Населення — 303 особи (2010).
Муніципалітет розташований на відстані близько 230 км на північний захід від Мадрида, 45 км на північ від Самори.

## Демографія
Динаміка населення (INE ):